# Inger Hanmann
Inger Hanmann, født Frimann Clausen (født 7. november 1918 i Stege, død 9. juni 2007) var en dansk maler og emaljekunstner, gift med Poul Hanmann og mor til Marianne Grøndahl og Charlotte Hanmann.
Hun har udført utallige offentlige og private udsmykninger indenfor denne kunstgren, som hun som den første i Danmark indførte med kunstnerisk sigte – ellers blev emaljen før brugt til nummerplader, skiltning og lignende. Emalje er glas smeltet på metal, og kan derfor hænge udenfor, i al slags vejr. Hun var pioner i Danmark indenfor emalje.
Inger Hanmann har lavet udsmykninger af bl.a. Københavns Lufthavn (100 m²), Den Danske Bank, (hovedsædet), Crome & Goldschmidt, Djøf, Pilegårdsskolen, Hotel Opalen i Göteborg, farvesætning og udsmykning af Glostrup Rådhus, og mange andre.
Udførte emaljekorpusarbejder for Georg Jensen og A. Michelsen sølvsmedjer.

## Eksterne kilder og henvisninger
- Inger Hanmann på gravsted.dk
- "ingerhanmann". Hentet 10. marts 2015.
- Kraks Blå Bog til og med år 2007
- Inger Hanmann i Dansk Kvindebiografisk Leksikon på Lex.dk, tidl. Kvinfo.dk
- Inger Hanmann på Kunstindeks Danmark/Weilbachs Kunstnerleksikon